# Loretokapel (Wezet)

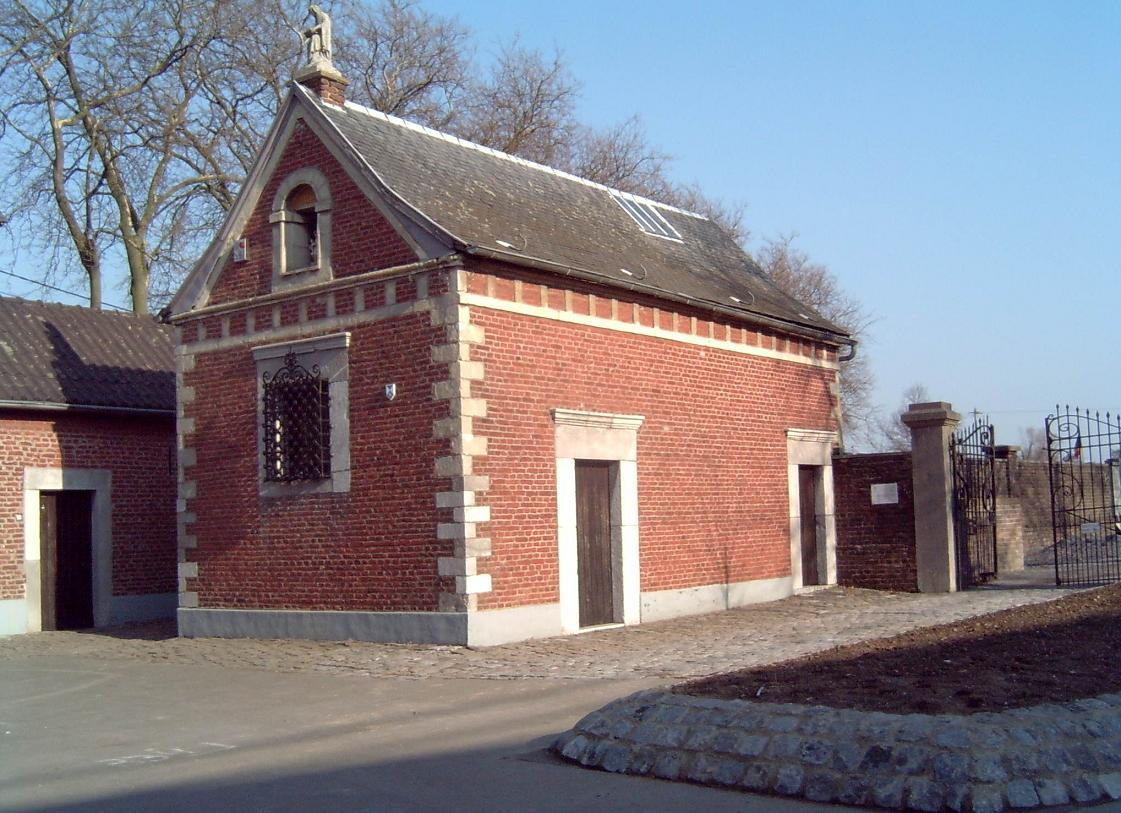
Loretokapel

De Loretokapel is een kapel te Wezet.
Nadat de Fransen in 1675 de stadsommuring hadden gesloopt kon de stad deze, na de Vrede van Nijmegen (1678) weliswaar heroprichten, maar men voelde zich niet meer veilig.
Kanunniken van de Kapittelkerk van Sint-Martinus en Sint-Hadelinus hadden een bedevaart naar Rome gemaakt en daarbij ook de Basiliek van Loreto bezocht. Zij wilden Wezet onder bescherming van de Maagd van Loreto stellen en daartoe, op een hoogte boven de stad, een kopie van het Heilig Huis van Maria, zoals dat zich in Loreto bevond, oprichten.
In 1681 begon de bouw, maar de middelen waren schaars, mede gezien de voortdurende oorlogen die in de regio woedden. Uiteindelijk kwam in 1684 de kapel gereed, die in elk geval qua afmetingen overeenkwam met het Heilig Huis zoals zich dat in Loreto bevond. Er werd ook een broederschap opgericht (Confrérie Notre-Dame de Lorette et Saint-Hadelin). De kapel werd gerestaureerd van 1964-1966.
In de kapel bevindt zich ook een kopie van het Mariabeeld van Loreto. Er bevond zich ook een hermitage bij de kapel. De laatste kluizenaar werd vermoord in 1914 door de Duitse bezetter. Ook tegenwoordig wordt de kluis nog bewoond, zij het door particulieren.